# Methia acostata
Methia acostata är en skalbaggsart som beskrevs av Linsley 1940. Methia acostata ingår i släktet Methia och familjen långhorningar. Inga underarter finns listade i Catalogue of Life.